# Mörkpucklig spindling
Mörkpucklig spindling (Cortinarius decipiens) är en svampart. Mörkpucklig spindling ingår i släktet Cortinarius och familjen spindlingar.  Arten är reproducerande i Sverige.

## Underarter
Arten delas in i följande underarter:
- decipiens
- insignis
- atrocoeruleus